# Louis de Poitiers (évêque de Valence)
Pour les articles homonymes, voir Louis de Poitiers.
Louis de Poitiers, mort en 1468 à Amboise, est un prélat français du XVe siècle, issu de la famille de Poitiers, dite de Valentinois.

## Biographie
La date de naissance de Louis de Poitiers n'est pas connue. Il est le fils de Louis de Poitiers, seigneur de Saint-Vallier.
Louis de Poitiers est chanoine de Saint-Bernard à Romans et abbé de Saint-Ruf. Il succède son oncle Jean de Poitiers comme évêque de Valence en 1448.
En 1456, Louis XI renouvelle les privilèges de l'église de Valence et lui fait don de la terre de Pisançon. Louis assiste aux États de Tours de 1467.